# Amalienstraße (München)

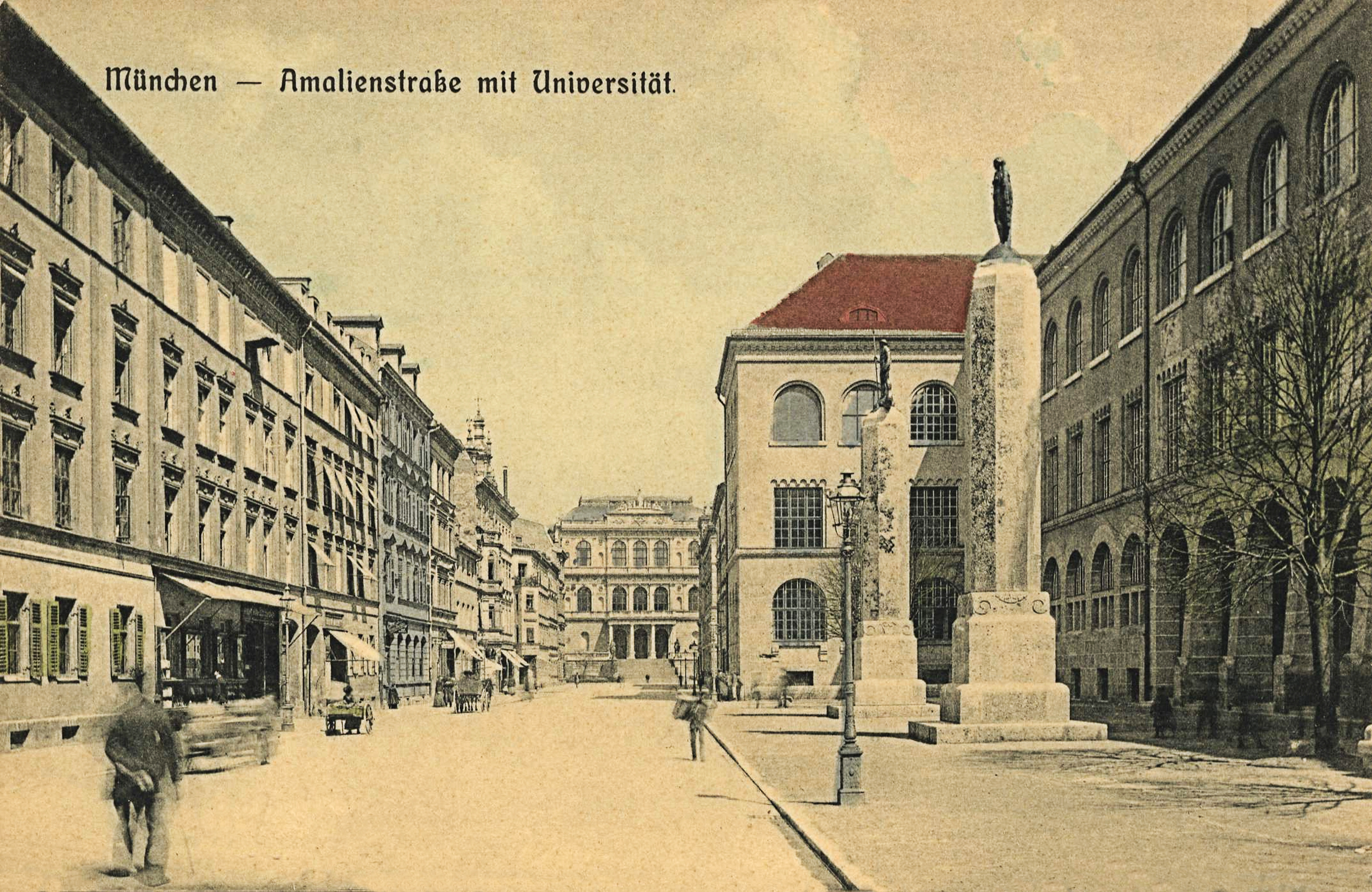
Amalienstraße hinter der Universität, Postkarte um 1900

Die Amalienstraße ist eine der ältesten Straßen im Münchner Stadtbezirk Maxvorstadt. Sie verläuft parallel zur Ludwigstraße sowie zur Türkenstraße und befindet sich im Kunstareal München.
Ihr Straßenbild wird geprägt von zahlreichen, denkmalgeschützten historischen Gebäuden im Baustil der Historismus (siehe Liste der Baudenkmäler in der Maxvorstadt). „Heute machen kleine Cafés, Restaurants und die Studenten der [angrenzenden] Ludwig-Maximilians-Universität das Lebensgefühl der Straße aus. Bekannt ist die Amalienstraße auch für ihre zahlreichen Antiquariate.“ Die Straße endet an der Akademiestraße, wo sich die Akademie der Bildenden Künste München befindet.
Sie ist benannt nach Amalie Auguste von Bayern, deren Namen sie nachweislich seit 1812 trägt. Vorher hieß sie Freudenstraße.

## Anliegende Grundstücke
- Amalienstraße 16: Heinrich Himmler, der spätere Reichsführer SS, Kriegsverbrecher und einer der Haupttäter des Holocaust, wuchs in der Hausnummer 16 auf und zur gleichen Zeit lebte im selben Haus auch der Dramatiker Frank Wedekind. Wurde 1943 von einer Bombe zerstört.[2]
- Amalienstraße 25: Ehemals Café Stefanie, beliebter Treffpunkt für Künstler, Literaten und Revolutionäre, Gründungsort des Kabaretts Die Elf Scharfrichter. Wurde 1943 von einer Bombe zerstört.[2]
- Amalienstraße 36: Ehemalige Grundschule, heute Fremdspracheninstitut.[2]
- Amalienstraße 44: Ehemaliger Standort des Geheimsenders von Walter Klingenbeck.[2]
- Amalienstraße 71: Baudenkmal[2]
- Amalienstraße 83a: Standort des Lyrik Kabinetts mit Bibliothek
- Amalienstraße 87: In den 1960er Jahren Wohnort der Kommune um Rainer Werner Fassbinder. In den 1970er Jahren wurde hier die Amalienpassage erbaut.[2]

### Bildergalerie

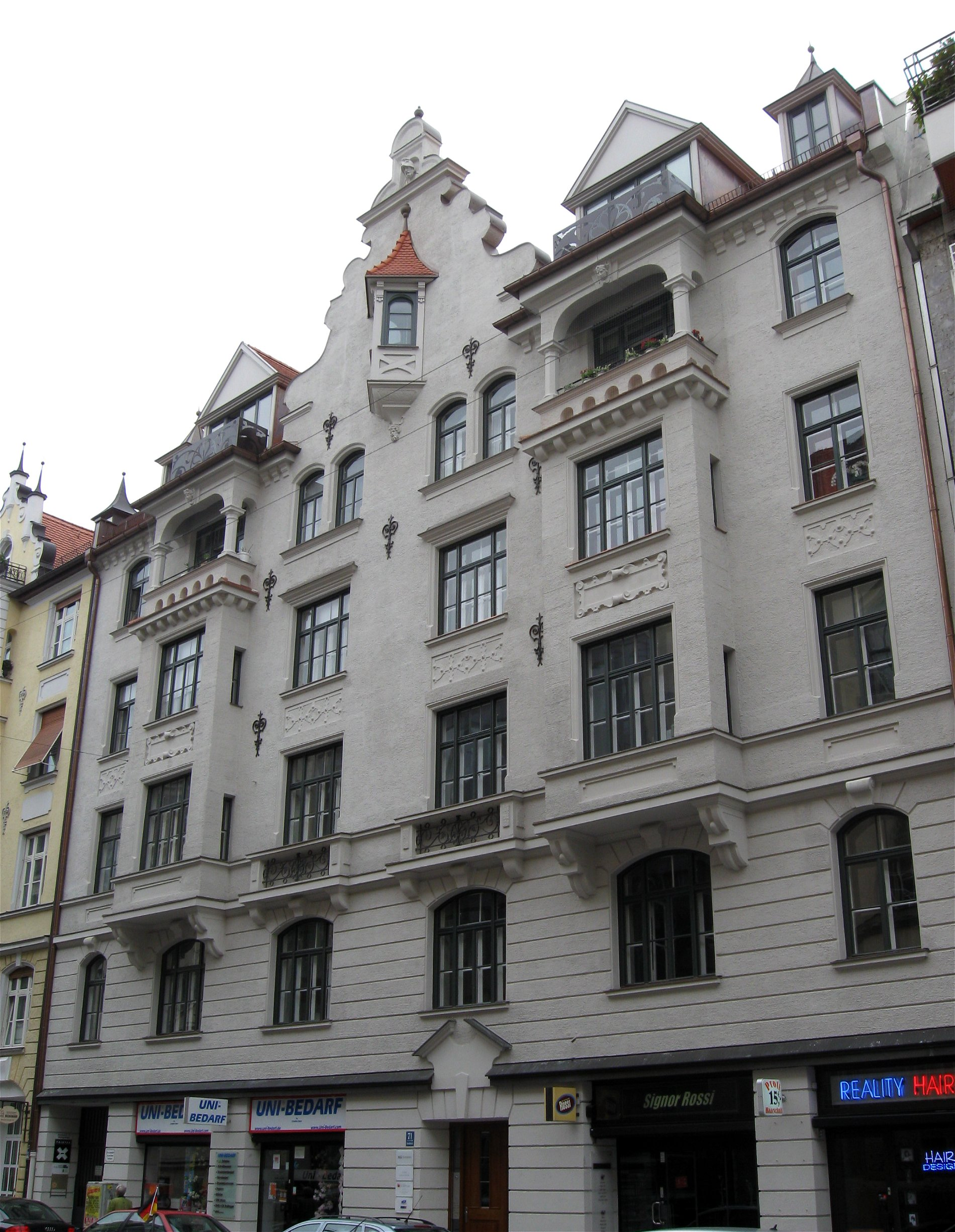
Amalienstraße 71, erbaut 1900
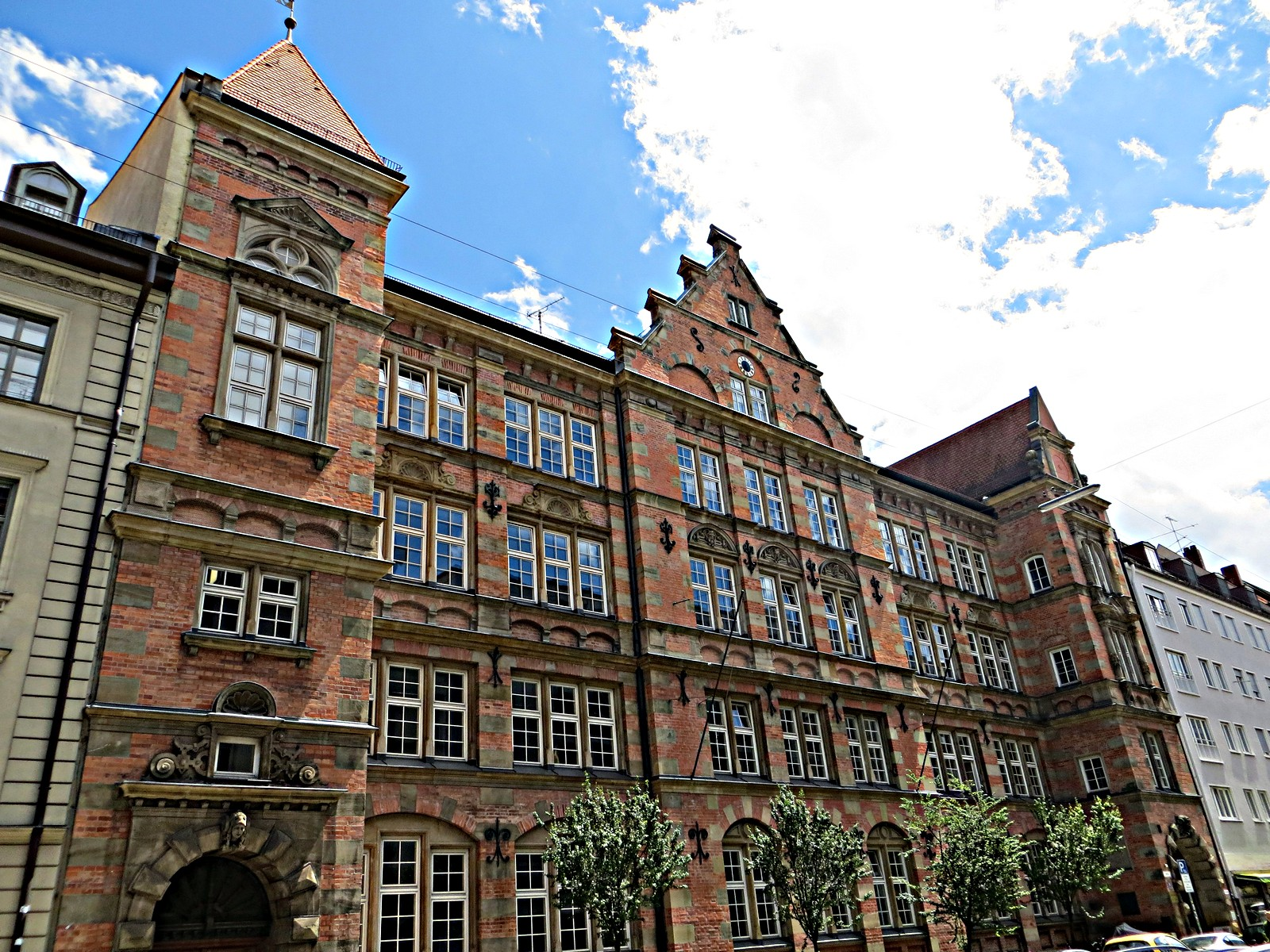
Fremdspracheninstitut in der Amalienstraße 36
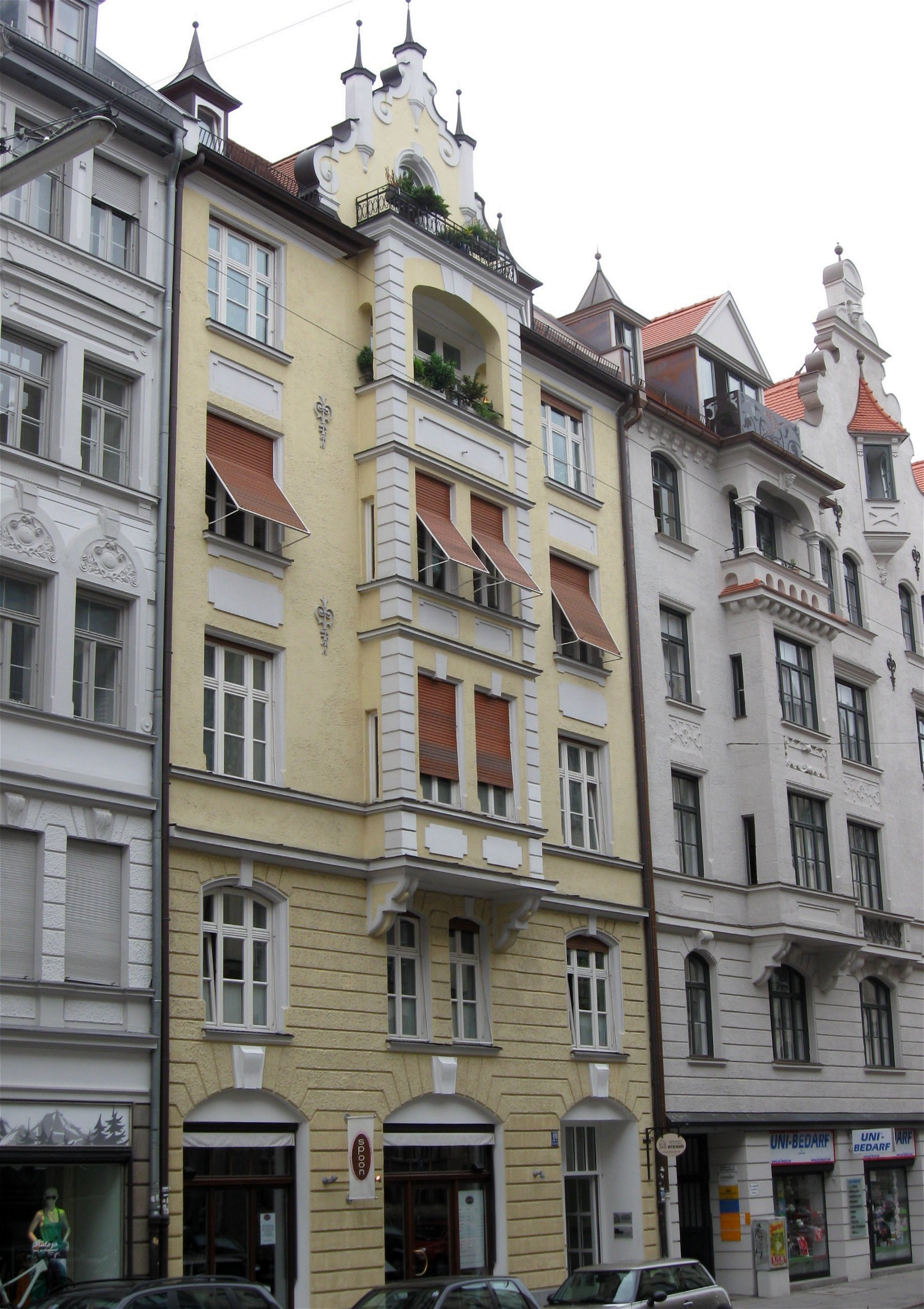
Amalienstraße 69
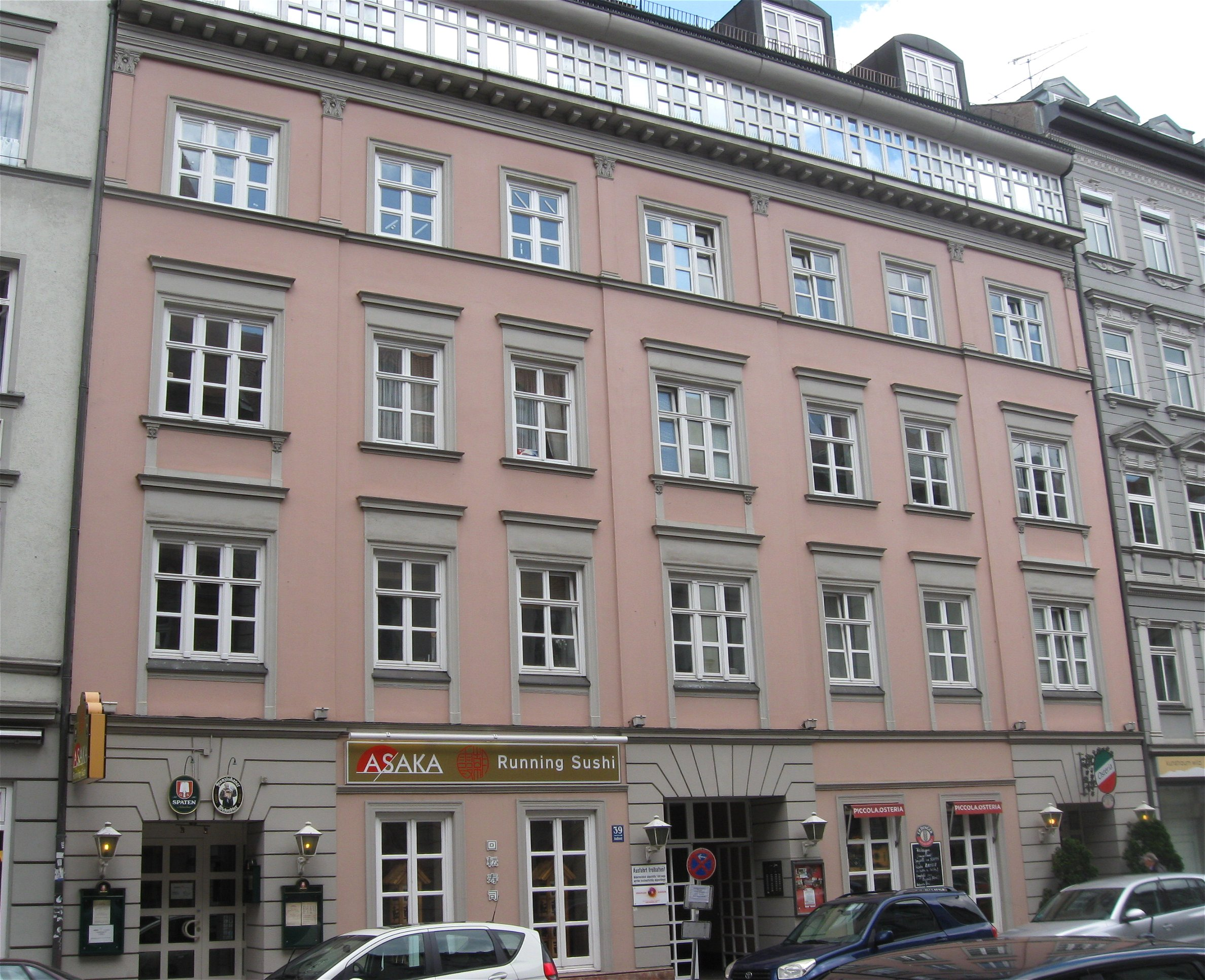
Amalienstraße 39, erbaut 1873 von Michael Fatz im spätklassizistischen Stil
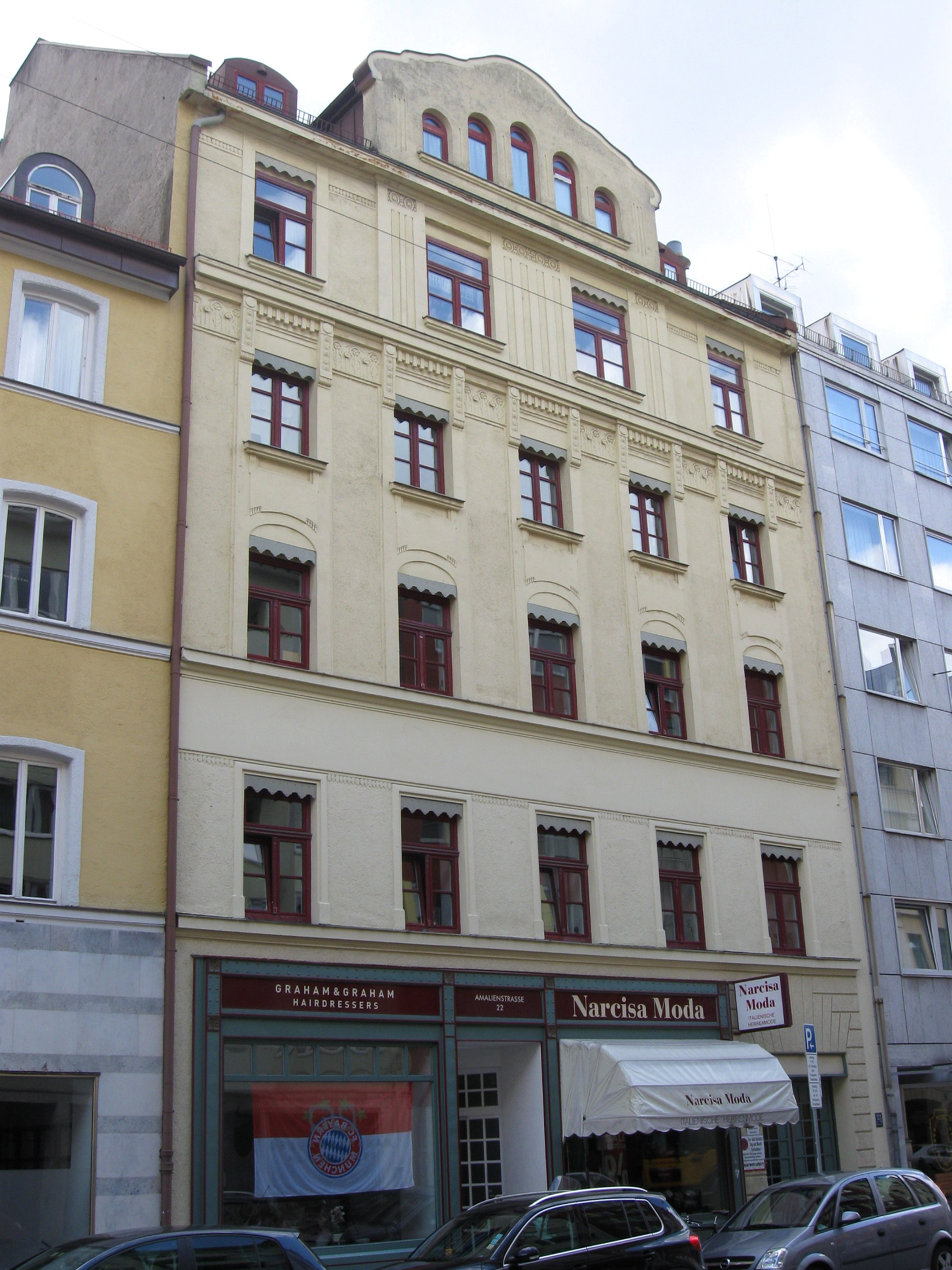
Amalienstraße 22, ältestes Gebäude der Straße (erbaut 1844)
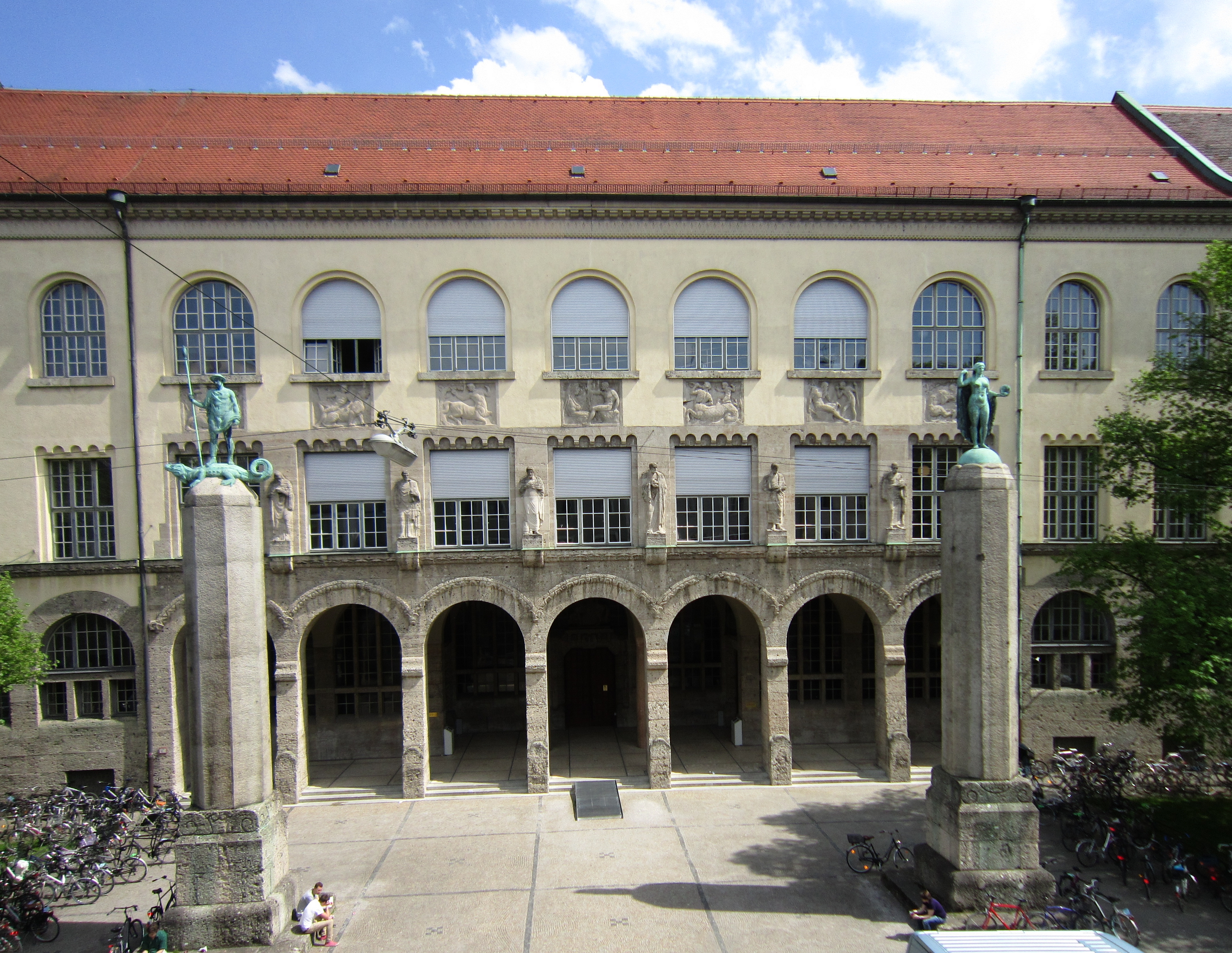
Rückgebäude der Ludwig-Maximilians-Universität
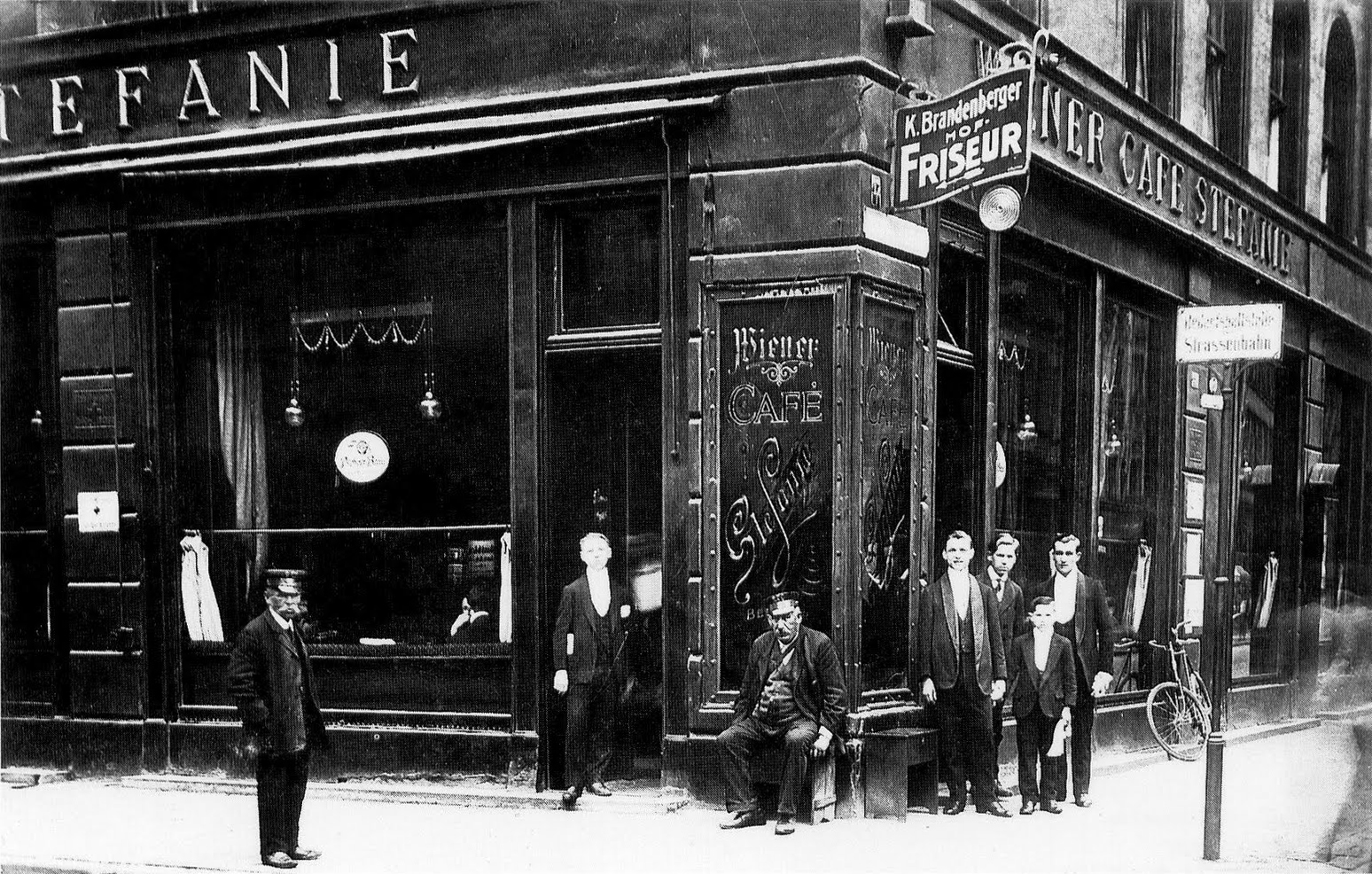
Café Stefanie in der Amalienstraße 25 um 1905
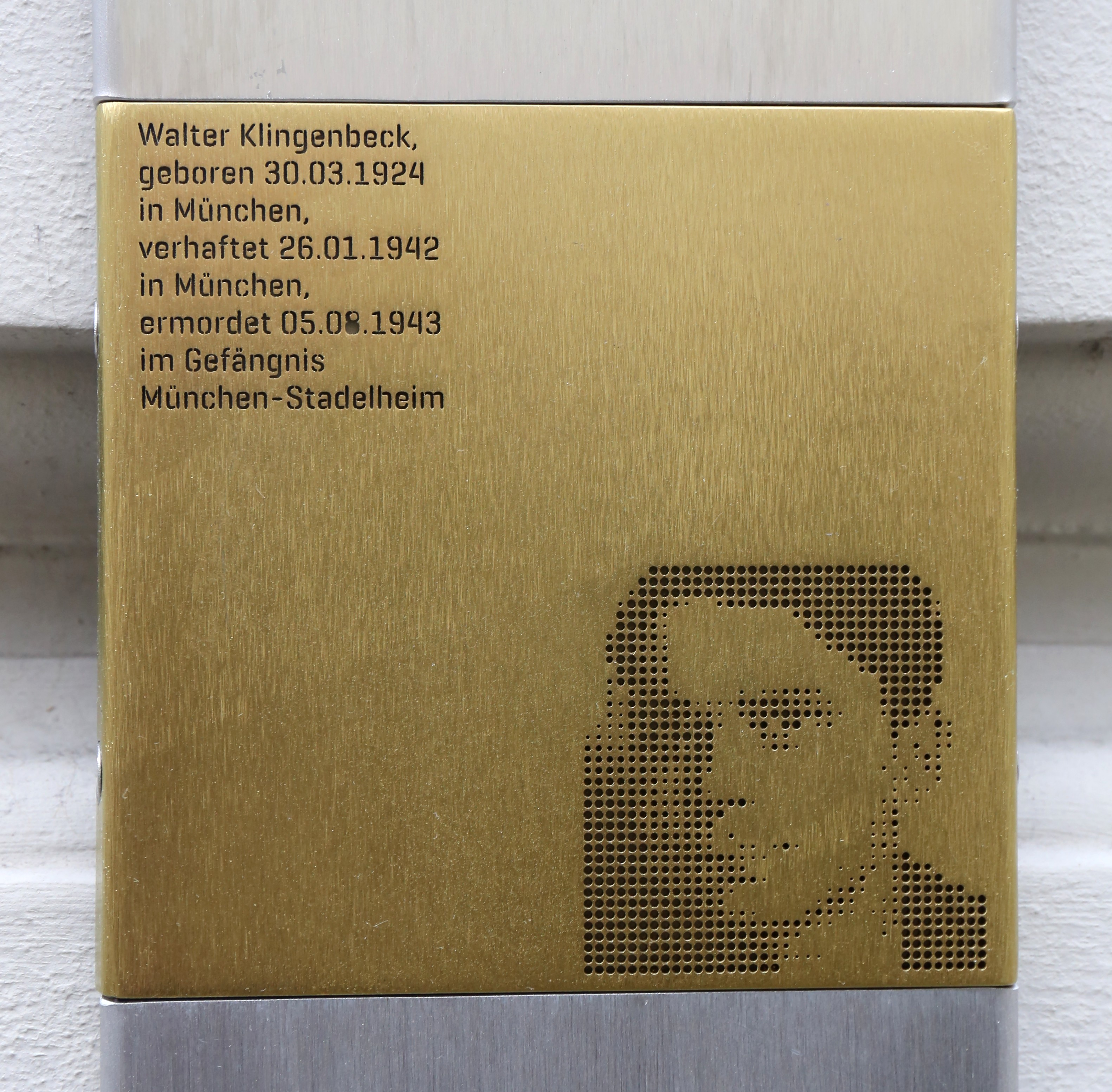
Erinnerungsplakette an Walter Klingenbeck an der Amalienstraße 44